# NGC 4867
NGC 4867 é uma galáxia elíptica (E3) localizada na direcção da constelação de Coma Berenices. Possui uma declinação de +27° 58' 14" e uma ascensão recta de 12 horas, 59 minutos e 15,5 segundos.
A galáxia NGC 4867 foi descoberta em 10 de Maio de 1863 por Heinrich Louis d'Arrest.